# 平岡定海
平岡 定海（ひらおか じょうかい、1923年4月27日 - 2011年11月26日）は、華厳宗の僧侶で歴史学者。第213世東大寺別当。書家。

## 人物
1923年（大正12年）、奈良市東大寺上之坊に生まれる。1949年（昭和24年）京都大学文学部史学科卒業。1955年（昭和30年）東京大学大学院修了。1960年（昭和35年）文学博士。
1954年（昭和29年）種智院大学講師、1957年（昭和32年）助教授、1966年大手前女子大学教授。東大寺上之坊住職、東大寺執事長、華厳宗管長、東大寺別当を歴任。
2011年（平成23年）11月26日、多臓器不全により遷化。88歳没。

## 著書
- 『東大寺宗性上人の研究並史料』上中下（日本学術振興会、1958-1960年／新版・臨川書店、1988年）
- 『東大寺の歴史』（至文堂・日本歴史新書、1961年、増補版1975年）
- 『大仏勧進ものがたり』（大蔵出版・大蔵新書、1977年／吉川弘文館・読みなおす日本史、2014年）
- 『東大寺』（教育社歴史新書、1977年）
- 『東大寺辞典』（東京堂出版、1980年、新版1995年）
- 『日本寺院史の研究　古代編』（吉川弘文館、1981年）
- 『日本寺院史の研究　中世・近世編』（吉川弘文館、1988年）
- 『無常のうた　日本人の無常観とその歴史』（毎日新聞社、1993年）

### 編著
- 『仏教教育宝典2 聖徳太子・南部仏教集』玉川大学出版部、1972年 - 前者は出口常順（四天王寺管長）編
- 『日本仏教基礎講座1 奈良仏教』雄山閣、1980年
- 『行基・鑑真 日本名僧論集 第1巻』吉川弘文館、1983年 - 後者は中井真孝（浄土宗）編
- 『南都六宗 日本仏教宗史論集』吉川弘文館、1985年 - 山崎慶輝（浄土真宗）と共編
- 『平安時代　論集日本仏教史 第三巻』雄山閣、1986年
- 『権現信仰　民衆宗教史叢書23』雄山閣出版、1991年
- 『日本仏教史年表』圭室文雄・池田英俊共編、雄山閣出版、1999年 - 別版に「論集日本仏教史10」同年

### 論文
- CiNii>平岡定海
- INBUDS>平岡定海